# Küçükbostancı, Altıeylül
Küçükbostancı là một xã thuộc huyện Altıeylül, tỉnh Balıkesir, Thổ Nhĩ Kỳ. Dân số thời điểm năm 2010 là 716 người.